# Pałac w Boguszycach
Pałac w Boguszycach (niem.  Schloss Randowshof) – zabytkowy pałac we wsi Boguszyce (powiat oleśnicki),  w Polsce w województwie dolnośląskim, w gminie Oleśnica.

## Historia
Obiekt wybudowany w drugiej  połowie XIX w. o powierzchni 590 m² wzniesiony na planie litery C jest częścią zespołu pałacowego, w skład którego wchodzi jeszcze park.
Dawny zamek znajdował się na dawnej posiadłości Bogschütz, która od XVIII wieku należała do szlacheckiej rodziny von Randow. Zamek Randowshof został zbudowany na początku XIX wieku. Po 1945 r. Mieszkało tu wiele polskich przesiedlonych rodzin (→ przesunięcie na zachód Polski), które nie dbały o ich zachowanie. Z biegiem lat spadł tak daleko, że został opróżniony i wszystkie wejścia zostały zamurowane.

## Linki zewnętrzne

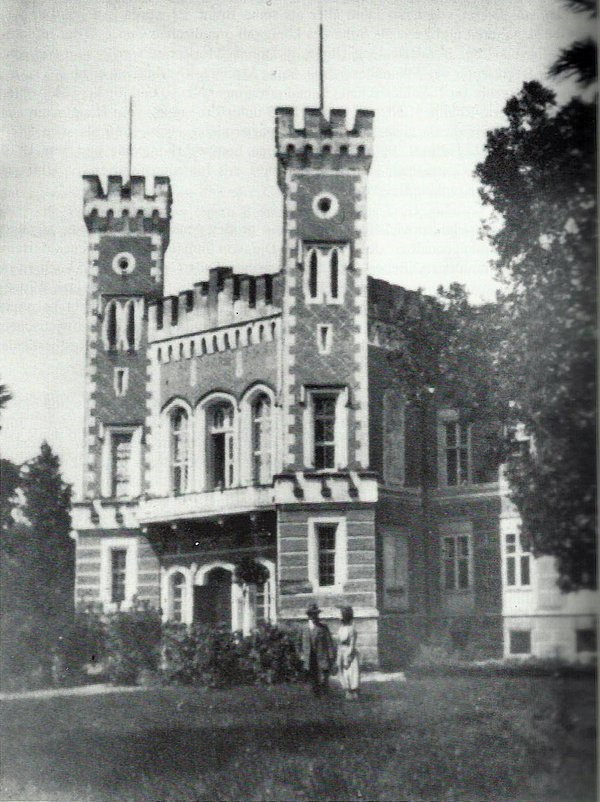
Schloss Randowshof w XIX w.